# Ratio decidendi
Ratio decidendi (flertal: rationes decidendi) er en latinsk betegnelse for den endelige grund. Efter denne grund afsiger en domstol afsiger sin dom eller kendelse. Dermed omfatter ratio decidendi den generelle lære, som kan udledes ved domslæsning (også kaldet domsanalyse) af en konkret dom. Ratio decidendi betegner "den retssætning, som er afgørende for" dommens eller den adminstrative afgørelses resultat. Ratio decidendi udgør et mere centralt begreb i britisk og amerikansk ret (og andre retssystemer, der bygger på commen law), end ratio decidendi er i dansk ret. Ratio decidendi anvendes om den retsregel, som doms afgørelse støtter sig på. Med andre ord er "dommens ratio decidendi (...) den regel der kan udledes af dommen".